# Dora Fabian
Dora Fabian (de soltera Heinemann; Berlín, 1901-Londres, 31 de marzo o 1 de abril de 1935) fue una activista socialista y luchadora antinazi alemana.

## Trayectoria
Era hija de Else Levy Heinemann y Hugo Heinemann, un abogado socialista que defendió ante los tribunales a sindicalistas y activistas políticos. Esto originó su interés por la política y durante la Primera Guerra Mundial se convirtió en miembro del Partido Socialdemócrata Independiente de Alemania (USPD).
En 1924 se casó con Walter Fabian, también un socialdemócrata comprometido. Desilusionada por la socialdemocracia se unió al Partido de los Trabajadores Socialistas de Alemania.

### Exilio
Tras ser detenida por los nazis en marzo de 1933, decidió abandonar Alemania para no ser arrestada nuevamente. Huyó primero a Praga, luego a París y finalmente llegó a Londres el 8 de septiembre de 1933. Recibió una invitación de John Paton, una figura destacada del Partido Laborista Independiente. Tenía fondos suficientes para poder quedarse durante un mes bajo la condición de que no trabajara.

### Muerte
Fabián fue encontrada muerta junto a Mathilde Wurm en su apartamento en el número 12 de Great Ormond Street, en el barrio de Bloomsbury, el 4 de abril de 1935. Se averiguó que ambas habían muerto el 31 de marzo o el 1 de abril de 1935. Si bien parecía un suicidio, las muertes se consideraron sospechosas.
La investigación despertó un gran interés y contó con la presencia de Fenner Brockway, James Maxton, Ben Riley y Ernst Toller, que viajó desde París para asistir. Karl Korsch fue testigo, ya que había tenido una relación con Fabian. De hecho, como la relación había terminado, se utilizó como argumento para sugerir que Fabian sufría una depresión. El veredicto dijo que las dos mujeres se habían "suicidado estando fuera de sus cabales". Sin embargo, no fue aceptado por muchos miembros de la comunidad de refugiados antinazis alemanes ni por sus partidarios británicos.

## En la cultura popular
La vida de Fabian, su peligroso trabajo como activista en Londres, las circunstancias que rodearon su muerte y la inadecuada investigación que le siguió, aparecen en la novela All That I Am de la autora australiana Anna Funder.